# František Herites
František Herites (27. února 1851 Vodňany – 19. ledna 1929 Praha) byl český lékárník, revizor účtů, básník, redaktor a spisovatel.

## Život

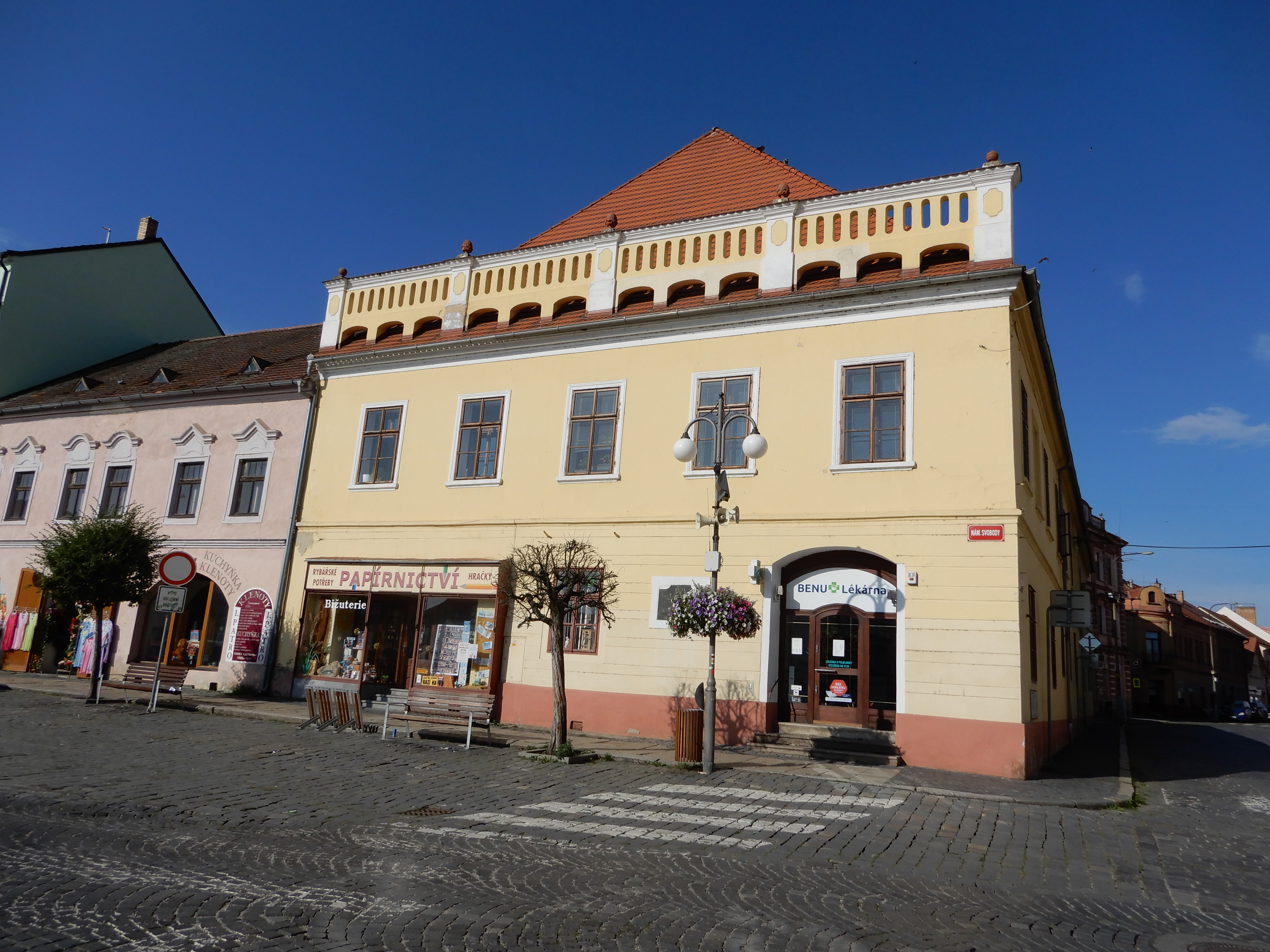
Rodný dům Františka Heritese, Vodňany, náměstí Svobody

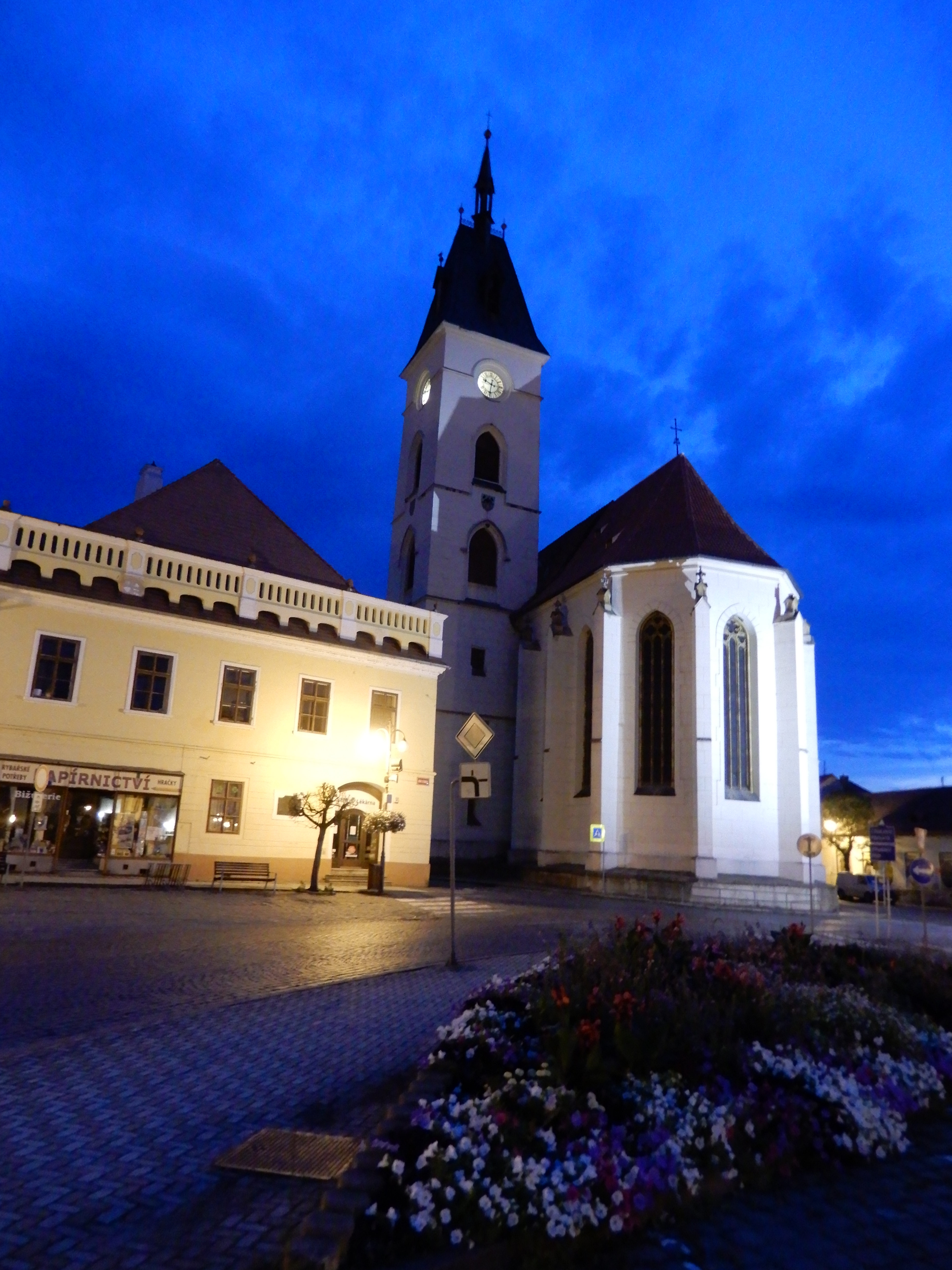
Rodný dům Františka Heritese a kostel Narození Panny Marie v noci

Narodil se ve Vodňanech jako František Josef Emanuel, syn tamního lékárníka a purkmistra Antonína Karla Heritese a jeho manželky Anny, dcery lékárníka Emanuela Sehnala z Netolic. Roku 1869 absolvoval gymnázium v Písku, kde se sblížil s Otakarem Mokrým a Josefem Holečkem. S Josefem Kálalem a Janem Dunovským vydal studentský almanach Anemonky (1871), jehož byl redaktorem. Po tříleté lékárnické praxi vystudoval na otcovo přání farmacii na Karlově univerzitě v Praze (1870–1872) a ve Štýrském Hradci, kde absolvoval jako magistr a působil jako lékárenský praktikant. Odtud odešel pracovat do Rožnova, dále do Netolic a do Prahy. 30. června roku 1880 se ve Vodňanech oženil se zdejší rodačkou Marií Martanovou (* 1857), s níž vychoval dvě dcery, Marii a Boženu. Po otcově smrti v roce 1883 převzal jeho vodňanskou lékárnu v rodném domě na náměstí. Byl na čas i vodňanským starostou, zasloužil se o napojení jihočeských Vodňan na železnici a o zahájení úprav tamního farního kostela Narození Panny Marie. Přizval svého přítele, Mikoláše Alše k vnitřní výzdobě kostela sgrafity. 
V roce 1895 zde uspořádal národopisnou výstavku, což vedlo k založení Městské galerie. Podnikání se mu nedařilo, raději psal. Když se zadlužil, v roce 1896 prodal lékárnu i rodný dům. 
V lednu 1896 přesídlil natrvalo do Prahy, kde s rodinou střídal podnájmy na Novém Městě. Marně sháněl místo stálého redaktora v některém časopise. A tak se stal revizorem lékárnických účtů, od roku 1897 také sekretářem Lékárnického grémia, a zůstal v zaměstnání až do penzionování v roce 1925. Tři roky byl redaktorem Časopisu českých lékárníků (1896–1899). Souběžně byl redaktorem Máje (1903–1914) a v tomto nakladatelství i pracoval. Napsal mnoho povídek, črt a fejetonů do různých časopisů: Český svět, Domácí krb, Osvěta, Lidové noviny, Lumír, Národní listy, Ruch, Švanda dudák, Zlatá Praha, Květy, Máj, Světozor. Jeho jednoduché povídky s maloměstskými příběhy byly oblíbené u části veřejnosti právě pro nenáročnost. Po nezdařené oční operaci oslepl a poslední léta života trávil ve společnosti své dcery Boženy střídavě v Praze nebo ve Vodňanech. Je zařazován do tzv. lumírovské generace.

### Cesty spisovatele Františka Heritese
Roku 1883 byl s Otakarem Mokrým a Josefem Holečkem na Slovensku, mj. navštívili Tatry, dále procestoval v roce 1875 Itálii, roku 1883 Slezsko a východní Moravu, roku 1885 Dalmácii, roku 1893 odjel s rodinou na Světovou výstavu do Chicaga a zůstal v Americe celý rok, převážně v Argentině jako novinář. Roku 1896 byl opět v Americe. Roku 1902 se s delegací českých spisovatelů v Paříži zúčastnil oslav výročí Victora Huga.

### Spolky
Byl členem spolků Svatobor a Umělecká beseda, roku 1912 byl jmenován členem IV. třídy České akademie pro vědy, slovesnost a umění a v letech 1912–1926 jejím sekretářem.

## Památka
Byl pohřben do rodinné hrobky u kostela sv. Jana Křtitele ve Vodňanech. Na rodném domě na náměstí má pamětní desku. Památný strom poblíž Záhorského rybníka, pod kterým prý rád sedával, se nazývá Heritesův dub. Jsou po něm pojmenovány ulice ve Vodňanech, v Českých Budějovicích, v Písku, Ostravě a v Opavě.

## Rodina
Dcera Marie (1881–1970) se stala houslovou virtuoskou, provdala se za Josefa E. Kohna a žila převážně ve Spojených státech, v Bay City v Michiganu. Dcera Božena (1883–1963) učila v lyceu v Praze na Smíchově češtinu a francouzštinu, pečovala o otcovu literární pozůstalost, vydala jeho korespondenci s J. Zeyerem a psala o svých cestách za sestrou do USA. Prasynovec byl básník Jan Skácel.

## Literární dílo
- Arabesky a kresby (1880), žánrové povídky z cesty do Itálie
- Z mého herbáře (1882), za alegoriemi květin ukryl různé charakteristiky
- Tajemství strýce Josefa (1882), novela z prostředí jeho rodiny
- Arabesky a fresky II. díl (1883)
- Za dědictvím (1883), román
- Maloměstské humoresky (1885), sbírka povídek [12]
- Tajemství strýce Josefa (1885) – novela o svém lékárnickém předku [13]
- Psáno po čarou (1885), tendenční fejetony [14]
- Psáno pod čarou II. díl (1886) [15]
- Maloměstské humoresky II. díl (1886)
- Jan Přikryl (1887), román rozebírající národnostní problémy na Opavsku
- Tři cesty (1892) – rodinný román o úředníkovi Valentovi [16]
- Bez chleba (1892), povídky
- Všední zjevy (1894), povídky "ze života malých lidí"
- Bůh v lidu (1897), povídky
- Měšťanská šlechta (1897), román
- Povídky (1897)
- Povídky II. díl (1900)
- Vlny života (1900)
- Vodňanské vzpomínky (1905), vzpomínky na přátelství O. Mokrého a Julia Zeyera [17]
- Botanická pohádka (1907)
- Křemen a hlína (1909), román napsaný roku 1903, věnovaný zápasům o národnost
- Maloměstské povídky (1910) – Zapadlé drama. Genre z malé uličky. Opouštěné hnízdo. Znamení. Diva. Granát přináší štěstí (sv. 3.) [18]
- Bratři Hartisovi (1913), povídka pro děti
- Amerika a jiné črty z cest (1914), cestopis
- Pozlátko (1920), román
- Tři cesty (1928)
- Sebrané spisy, 15 svazků, vyšly v letech 1903–1923 v Ottově nakladatelství v Praze
  - Křemen a hlína – svazek druhý (1903) [19]
  - Sklizeň podzimu – svazek třetí (1909) [20]
  - Maloměstské povídky 2 – svazek čtvrtý (1909) [21]

### Pseudonymy
V časopisech často podepisoval své příspěvky pseudonymem Tavoletto, nebo užíval šifry: -es, FH., F.Hs, Fr.Hs, hs. či -ites.